# Soera De Ster
Soera De Ster is een soera van de Koran.
De soera is vernoemd naar de vallende ster, genoemd in aya 1. Er worden enkele vrouwelijke afgoden genoemd. De soera roept verder op om loyaal en trouw te zijn aan God en noemt onder anderen Ibrahim als voorbeeld.

## Bijzonderheden
Bij recitatie van aya 62 wordt de sudjud, de nederwerping, verricht. In tegenstelling tot de andere soera's gaat Soera De Ster niet om openbaringen, maar om visioenen.